# Estanislau Torres
Estanislau Torres i Mestres (Barcelona, 11 de abril de 1926-Barcelona, 15 de marzo de 2021) fue un escritor español.
Publicó su primer libro en 1959. Su estilo se caracteriza por un lenguaje plano con un correcto uso del catalán, lengua en la que escribe. Abundan los diálogos y las frases cortas. Temáticamente, se ha centrado en la guerra civil española, que vivió directamente. En otros campos, destaca en los libros de viajes.
En 1999 le fue concedida la Cruz de Sant Jordi por la Generalidad de Cataluña.

## Obra
| - 1961 Cel de tardor - 1964 L'altre demà - 1966 Els camins - 1966 La derrota - 1966 Els ulls i la cendra - 1969 Castelladral - 1974 Estimada Teresa - 1978 El mal que m'heu fet - 1996 Entre el Clot i el Guinardó - 1959 Fum d'ara - 1962 La Xera - 1966 El foc i la cua - 2000 El día que vaig perdre la inspiració - 1974 Foc a l'Albera - 1980 Les coves de Postojna - 1983 Els ulls de cadascú - 1984 Minerva pensativa - 1986 Objectiu Heidelberg | - 1970 El Pirineu - 1971 La batalla de l'Ebre - 1973 Els escriptors catalans parlen - 1977 La bossa de Bielsa: (la gesta de la 43 divisió) - 1978 La caiguda de Barcelona - 1979 Excursionisme i franquisme - 1984 Viatge a l'URSS i als dos Berlins - 1984 Visió del Pirineu - 1987 Visió de l'Alta Garrotxa - 1990 Indrets i camins de la batalla de l'Ebre - 1993 La desfeta del Terç de Requetès de Nostra Senyora de Montserrat - 1995 Les tisores de la censura - 1997 A peu i arran d'onades: de Sant Feliu de Guixols al Cap de Sant Sebastià - 1999 La guerra civil a Arenys de Mar - 1999 La batalla de l'Ebre i la caiguda de Barcelona - 2001 Soldat de Franco en temps de pau - 2003 Quasi un dietari: (memòries 1926-1949) - 2006 Día a día |

## Premios literarios
- 1961 Premio Mercè Rodoreda de cuentos y narraciones por La Xera
- 1965 Premio Sant Jordi de novela por La derrota